# Banovo, Varna
Banovo (în bulgară Баново) este un sat în comuna Suvorovo, regiunea Varna,  Bulgaria. 

## Demografie
Componența etnică a satului Banovo
     Bulgari (93,9%)
     Nicio identificare (6,09%)
     Altele (0%)
La recensământul din 2011, populația satului Banovo era de 82 locuitori. Din punct de vedere etnic, majoritatea locuitorilor (93,9%) erau bulgari. Pentru 6,09% din locuitori nu este cunoscută apartenența etnică.